# Kazimierz Bielikowicz
Kazimierz Bielikowicz – generał major, sędzia ziemski i rotmistrz powiatu brasławskiego.
Daty życia nieznane, pochodził ze szlacheckiej rodziny Bielikowiczów herbu własnego. Od 1789 był sędzią i rotmistrzem powiatu brasławskiego na Litwie. Walczył w insurekcji kościuszkowskiej, jako generał major ziemiański dowodził powstańcami z ziemi brasławskiej, 11 lipca 1794 po klęsce w bitwie pod Bolesławiem, nękany przez Rosjan, zdołał wyprowadzić część wojsk powstańczych do zachodniej części brasławszczyzny.  20 lipca dowodząc 500 powstańcami rozbił pod Sołokami liczniejszy oddział wojsk rosyjskich. Wziął udział w sierpniowej wyprawie Ogińskiego na Dyneburg.